# Azione del 13 maggio 1944
L’azione del 13 maggio 1944 si riferisce all'affondamento di un sommergibile giapponese nell'Oceano Atlantico durante la seconda guerra mondiale. Un avviso scorta americano attaccò, affondandolo, l'ex U-Boot tedesco U-1224, ceduto alla marina giapponese e ribattezzato RO-501, il quale fu il primo di due natanti giapponesi affondati nel teatro europeo.

## L'azione
In forza degli accordi presi dal viceammiraglio tedesco Paul Weneker nel 1944, un gruppo di marinai giapponesi, comandati dal capitano di corvetta Norita Sadatoshi, furono inviati in Germania per addestrarsi alla guerra sottomarina. Dopo la consegna del U-1224, varato di recente, questi fece rotta verso il Giappone con un prezioso carico di mercurio, piombo, acciaio, alluminio, vetri ottici, ed i progetti per un U-Boot Tipo IX e un jet Messerschmitt Me 163A Komet. L'intelligence Alleata scoprì che i giapponesi stavano navigando dalla Germania verso l'Asia e quindi fu ordinato al Task Group 22.2 (TG 22.2) della marina americana di intercettarli. Il tenente comandante Sadatoshi poteva prendere solo la rotta per circumnavigare l'Africa e questo significava passare vicino alle isole di Capo Verde dove operava il TG 22.2.
Il gruppo era composto dalla portaerei di scorta USS Bogue e cinque avviso scorta: USS Francis M. Robinson, Haverfield, Swenning, Willis e Janssen. Il 13 maggio, durante il primo giorno di pattugliamento della squadra intorno a Capo Verde, il tenente John E. Johansen del Francis M. Robinson stava pattugliando da solo alcune centinaia di miglia a nord-ovest di Capo Verde quando al tramonto, verso le 19.00, il suo equipaggio captò un segnale di contatto con un sommergibile. Johansen ordinò ai suoi uomini di iniziare il combattimento e, ad una distanza di 825 yard (754 m), gli americani aprirono il fuoco con un porcospino e le cariche esplosero nel punto in cui si trovava il sommergibile. Pochi istanti dopo, Robinson era sopra l'area stessa e lasciò cadere una serie di cariche di profondità Mark 8.
Sette secondi dopo, si udirono due esplosioni sottomarine, che indicavano che alcune delle bombe del porcospino avevano colpito e danneggiato il RO-501. Pochi secondi dopo tre esplosioni successive, provenienti dalle cariche di profondità, sollevarono enormi colonne d'acqua. Tre minuti dopo un forte boato fu prodotto da un'altra esplosione sottomarina, che si dice abbia ucciso pesci fino a un quarto di lega dalla zona della battaglia, e il RO-501 venne affondato con la perdita di tutti e 52 gli uomini di equipaggio, a pochi chilometri da dove il USS Buckley affondò l'U-66 dopo una famosa battaglia.
Gli aerei del TG 22.2 successivamente affondarono una seconda imbarcazione giapponese nell'Atlantico, il I-52, e fu una delle squadre della marina statunitense di maggior successo che operarono contro i sottomarini durante la guerra. La Francis M. Robinson ricevette la Presidential Unit Citation ed una Service star per avere distrutto il RO-501.